# 八王子市立由木西小学校
八王子市立由木西小学校（はちおうじしりつ ゆぎにししょうがっこう）は、東京都八王子市上柚木にある市立小学校。
2014年9月1日現在、70名が在籍している。

## 沿革
- 1873年（明治6年） - 鑓水学校・正倫学校を創設
- 1918年（大正7年） - 由木尋常高等小学校に統合、旧鑓水尋常小学校跡が西分教場となる。
- 1947年（昭和22年） - 由木尋常高等小学校から独立、由木村立由木西国民学校となる。2月7日を開校記念日と制定。4月、学制改革により由木西小学校となる。
- 1964年（昭和39年） - 由木村が八王子市と合併したことにより八王子市立由木西小学校となる。
- 1967年（昭和42年） - 独立開校20周年。校歌・校旗制定。
- 1976年（昭和51年） - 新校舎などが完成。現在地に移転。創立100周年、『西小百年史』を発行。
- 1977年（昭和52年） - フィールドアスレチックが完成
- 1984年（昭和59年） - 東京都愛鳥モデル校に指定
- 1984年（平成16年） - 創立130周年、『百三十周年記念誌』を発行。
- 2011年（平成23年） - 第一回「読書のまち八王子」推進コンクール団体賞受賞[1]。

## 学校行事
| - 4月 入学式 - 5月 運動会 - 6月 日光移動教室 | - 7月 由木地区サブリーダー研修会 - 8月 由木地区サブリーダー研修会 - 9月 | - 10月 清水移動教室 - 11月 展覧会 - 12月 連合音楽会 | - 1月 - 2月 - 3月 卒業式 |

## 交通
- 横浜線橋本駅・八王子駅、京王電鉄相模原線南大沢駅からバス。西小学校前下車、徒歩5分